# Святой Вигберт
Святой Вигберт (Витбрехт; 670-е, Уэссекс — 13 августа 747, Фритцлар, Швальм-Эдер) — англосаксонский бенедиктинский монах и миссионер, ученик святого Бонифация, который вместе с ним отправился во Фризию для обращения местных племён в христианство.
День памяти — 13 августа.

## Жизнь
Вигберт был англосаксом благородного происхождения, который стал монахом (возможно — в Гластонбери, хотя медиевист Лёффлер считает это неправдоподобным).
Анахорет и отшельник, он был известен своей миссионерской деятельностью, чудесами и пророчествами. Главным источником информации о Вигберте являются труды Алкуина и Беды Достопочтенного. Алкуин описывал его как почтенного и выдающегося священника, в то время как Беда восхищался его учёностью и презрением ко всему мирскому.
Вигберт обучался в монастыре Ратмельсиги в Ирландии. В то время в монастырь прибыл Эгберт Рипонский, который спасался от вспышки чумы в Нортумбрии. Тем не менее, сам Эгберт и многие ученики заболели. Эгберт поклялся, что если выздоровеет, то проведёт оставшуюся жизнь в паломничестве, непрестанной молитве и посте. Он начал собирать монахов для проведения миссионерской деятельности во Фризии, однако одному из монахов, ученику святого Бойсила, было видение, что это задача не для Эгберта. Тогда Эгберт отправил вместо себя Вигберта. Вигберт провёл во Фризии два года, но из-за противодействия короля фризов Радбод потерпел неудачу и вернулся. В 690 году Эгберт отправил туда Виллиброрда.
В 723 году святой Бонифаций срубил Дуб Тора недалеко от Фрицлара в северном Гессене, и построил деревянную часовню. В следующем году он основал там бенедиктинский монастырь и призвал Вигберта из Уэссекса стать аббатом. Он отправился в Германию приблизительно в 734 году, и Бонифаций сделал его настоятелем Херсфельдского монастыря в Гессене; среди его учеников был святой Стурмий, первый настоятель Фульдского аббатства.
Приблизительно в 737 году Бонифаций перевёл его в Тюрингию и назначил аббатом Ордруфа. Там Вигберт основал школу для миссионеров, проповедующих в Тюрингии. Вигберт умер в 747 году и первоначально был похоронен в каменной базилике Фрицлара, которую ранее построил, чтобы заменить первую деревянную часовню. Позже бывший ученик Лулл поместил его тело (за исключением нескольких священных реликвий, оставшихся в Фрицларе) в отделанную золотом и серебром усыпальницу в аббатстве Херсфельд. Вигберт является покровителем города Бад-Херсфельд.